# Draconarius jiangyongensis
Draconarius jiangyongensis là một loài nhện trong họ Amaurobiidae.
Loài này thuộc chi Draconarius. Draconarius jiangyongensis được miêu tả năm 1996 bởi Peng, Gong & Joo-Pil Kim.